# Carlos Díaz (director de teatro)
Carlos Lázaro Díaz Alfonso (Bejucal, La Habana, Cuba; 21 de octubre de 1955) es un director de teatro cubano, fundador y Director de la Compañía de Teatro El Público.

## Biografía
Diplomado por la facultad de Arte Teatral del Instituto Superior de Arte de La Habana (ISA) como teatrólogo. Comenzó su carrera como crítico de teatro y de arte, pero luego se convirtió en director. Ha sido profesor en su alma máter y en otras instituciones docentes; asesor dramático y diseñador de vestuario y escenografía.
De 1980 a 1988 dirigió el Teatro Ensayo de Bejucal, después fue asesor general del Teatro Irrumpe (1983-1988), asesor general y director artístico del Ballet-Teatro de La Habana (1989-1990) y finalmente en 1990 presenta su primera gran producción en el Teatro Nacional de Cuba, el éxito de público y crítica Trilogía de Teatro Norteamericano, que incluye dos piezas de Tennessee Williams (El zoo de cristal y Un tranvía llamado Deseo) y una de Robert Anderson (Té y simpatía). En 1992, con el montaje de Las criadas de Jean Genet, funda junto a Monica Guffanti,  Carlos Acosta-Milian y Jorge Perugorría, Teatro El Público, su compañía, que tiene como sede el Cine Teatro Trianón en la calle Línea de La Habana, ha dirigido más de 100 piezas teatrales a lo largo de su fructífera  carrera, convirtiéndose en una institución de referencia escénica en la capital cubana. En 2015 ganó el Premio Nacional de Teatro de la República de Cuba.
Carlos Díaz ha estado de gira por numerosos países con su compañía Ecuador (1994), Brasil (1996), España (1997), Colombia (1998), Venezuela (2000) y Estados Unidos en varias ocasiones.
En 2018 fue elegido por el Centro Cultural Español de Miami y Micro Teatro Miami para llevar a cabo en sus instalaciones, con talento local, el montaje de la pieza de Henrik Ibsen "Peer Gynt", en una versión titulada Cartas a Peer Gynt y que contó con el auspicio de la Knight Foundation.